# Li Shenglin
Li Shenglin (Cinese: 李盛霖; Pinyin: Lǐ Shènglín; Nantong, novembre 1946) è un politico cinese, attuale ministro dei trasporti della Repubblica Popolare Cinese.

## Biografia
Nato a Nantong, nella Provincia di Jiangsu, Li si è diplomato al dipartimento di meccanica agricola all'Istituto Zhejiang di Meccanica Agricola. Ha iniziato a lavorare nell'agosto 1970, ed è entrato a far parte del Partito Comunista Cinese (CPC) nel giugno del 1973.
Tra i suoi precedenti incarichi si annoverano il vice segretario generale del governo municipale di Tianjin, direttore e vice capo-partito del Bureau dell'Industria Tessile di Tianjin e direttore della Commissione di Pianificazione di Tianjin. Nell'ottobre 1991, è diventato il vice sindaco di Tianjin. Fu eletto il vice segretario del Comitato CPC di Tianjin, durante il suo impegno come vice sindaco. Tra maggio 1998 e dicembre 2002, fu il sindaco e il vice capo-partito di Tianjin. Tra maggio 2003 e dicembre 2005, ha servito come vice ministro della Commissione Nazionale di Riforma e Sviluppo. Nel dicembre 2005, è diventato il Ministro delle Comunicazioni (in seguito Ministero dei Trasporti). Fu designato al suo attuale incarico di Ministro dei Trasporti nel marzo 2008.
È stato membro del 15°, 16° e 17° Comitato centrale del Partito Comunista Cinese.